# Dipaenae eucera
Dipaenae eucera là một loài bướm đêm thuộc phân họ Arctiinae, họ Erebidae.